# الأولمبي الباجي (كرة السلة)
الأولمبي الباجي لكرة السلة (بالفرنسية: Olympique de Béja (basket-ball))‏، هو نادي كرة سلة تونسي للمحترفين تأسس في سنة 1929 يقع مقره في مدينة باجة في تونس. ينافس في بطولة تونس لكرة السلة للرجال وبطولة تونس لكرة السلة للسيدات، الدرجة الأعلى للدوري في تونس، وحقق اللقب المحلي مرة واحدة في فئة السيدات، و يمثل تونس في المنافسات القارية والدولية.

## سجل ألقاب النادي لكرة السلة
- البطولة التونسية للسيدات  (1) : 1967.

## وصلات خارجية
- الموقع الرسمي للجامعة التونسية لكرة السلة.